# Боб Клири
Роберт Бери „Боб” Клири (енгл. Robert Barry "Bob" Cleary; Кембриџ, 21. април 1936 − Хајенис, 16. септембар 2015) био је аматерски амерички хокејаш на леду. Током играчке каријере играо је на позицији центра. Године 1981. уврштен је у Кућу славних америчког хокеја на леду.
Као члан сениорске репрезентације Сједињених Држава освојио је злато на ЗОИ 1960. у Скво Валију.
Његов старији брат Бил такође је био амерички репрезентативац у хокеју на леду и олимпијски победник.